# Grupa obrotów
Grupa obrotów SO(n) – grupa izometrii w {\displaystyle n}-wymiarowej przestrzeni euklidesowej, zachowująca bez zmian jeden punkt, zwany środkiem obrotu. Grupie tej odpowiada w sposób wzajemnie jednoznaczny grupa macierzy obrotu wymiaru {\displaystyle n\times n.}

## Grupa ortogonalna O(n)
Rozważmy przekształcenie ortogonalne w przestrzeni wektorowej {\displaystyle n}-wymiarowej, tj. przekształcenie, które zachowuje długości wektorów. Niech {\displaystyle R} oznacza macierz tego przekształcenia. Z własności przekształceń ortogonalnych wynika, że macierz odwrotna macierzy ortogonalnej jest jej macierzą transponowaną, czyli {\displaystyle R^{-1}=R^{T}.}
W zbiorze macierzy ortogonalnych {\displaystyle O(n)} są słuszne następujące własności:
- iloczyn dowolnych macierzy ortogonalnych {\displaystyle R} i {\displaystyle S} jest macierzą ortogonalną {\displaystyle U=RS,}
- istnieje element neutralny, który też jest macierzą ortogonalną, tj. {\displaystyle R=I,}
- dla każdej macierzy ortogonalnej istnieje macierz odwrotna, gdyż {\displaystyle R^{-1}=R^{T}.}

Zbiór macierzy ortogonalnych tworzy więc grupę.

## Grupa obrotów SO(n)
Jeżeli spełniony jest dodatkowo warunek, że wyznacznik macierzy jest równy +1, to grupę nazywa się specjalną grupą ortogonalną SO(n) lub grupą obrotów właściwych SO(n). Macierze tej grupy opisują obroty. Grupa ta jest podgrupą grupy O(n), która oprócz obrotów zawiera też odbicia (tzw. obroty niewłaściwe), których macierze ortogonalne mają wyznacznik {\displaystyle -1.} Podczas odbić zmienia się skrętność układu współrzędnych. Obroty zaś zachowują skrętność.

## Grupa obrotów SO(3)
W przestrzeni euklidesowej 3-wymiarowej mamy grupę obrotów właściwych {\displaystyle SO(3),} która jest podgrupą grupy {\displaystyle O(3)} (zawierającej obroty niewłaściwe, czyli odbicia). Obroty reprezentowane są tu wzajemnie jednoznacznie przez macierze ortogonalne wymiaru {\displaystyle 3\times 3,} o wyznaczniku równym +1.

### Parametry i generatory grupy SO(3)
Grupa obrotów {\displaystyle SO(3)} jest grupą ciągłą, tzn. wszystkie elementy {\displaystyle R} grupy są określone za pomocą funkcji różniczkowalnych i ciągłych zależnych od 3 parametrów {\displaystyle z_{1},z_{2},z_{3}}
{\displaystyle R(z_{1},z_{2},z_{3})=\exp \left[{i\sum _{a=1}^{3}T^{a}\,z_{a}}\right],}
gdzie trzy macierze {\displaystyle T^{a}} – zwane generatorami grupy obrotów – mają postać:
{\displaystyle T^{1}={\begin{bmatrix}0&0&0\\0&0&-i\\0&i&0\end{bmatrix}},\ T^{2}={\begin{bmatrix}0&0&i\\0&0&0\\-i&0&0\end{bmatrix}},\ T^{3}={\begin{bmatrix}0&-i&0\\i&0&0\\0&0&0\end{bmatrix}}.}

### Reguły komutacji generatorów
Generatory spełniają regułę komutacji:
{\displaystyle [T^{1},T^{2}]=i\,T^{3},}
{\displaystyle [T^{2},T^{3}]=i\,T^{1},}
{\displaystyle [T^{3},T^{1}]=i\,T^{2},}
gdzie {\displaystyle [T^{a},T^{b}]=T^{a}T^{b}-T^{b}T^{a}} – komutator.
Reguły komutacji można zapisać za pomocą wzoru
{\displaystyle [T^{a},T^{b}]=i\sum _{c}\,\epsilon _{abc}T^{c},}
gdzie {\displaystyle \epsilon _{abc}} oznacza tzw. symbol antysymetryczny:
- {\displaystyle \epsilon _{abc}=+1,} gdy liczby {\displaystyle abc} są parzystą permutacją liczb 123,
- {\displaystyle \epsilon _{abc}=-1,} gdy liczby {\displaystyle abc} są nieparzystą permutacją liczb 123,
- {\displaystyle \epsilon _{abc}=0,} gdy dwie lub trzy liczby {\displaystyle a,b,c} są takie same.

27 liczb postaci
{\displaystyle f_{abc}=\epsilon _{abc},\quad a,b,c=1,2,3}
nazywa się stałymi struktury grupy, ponieważ (prawie) zupełnie determinują strukturą multiplikatywną grupy (tj. wyniki mnożenia generatorów grupy przez siebie). Stałe struktury (lub równoważnie – relacje komutacyjne) definiują też algebrę Liego {\displaystyle so(3)} grupy {\displaystyle SO(3).}

### Zwartość grupy SO(3)
Grupa {\displaystyle SO(3)} jest grupą zwartą, tzn. parametry {\displaystyle z_{1},z_{2},z_{3}} należą do zbioru zwartego {\displaystyle \Omega \subset R^{3},} przy czym
{\displaystyle z^{a}=\omega ^{a}\psi ,}
gdzie:
{\displaystyle \omega ^{1}=\sin \theta \sin \phi ,} {\displaystyle \omega ^{2}=\sin \theta \cos \phi ,} {\displaystyle \omega ^{3}=\cos \theta }
– współrzędne kartezjańskie wektora jednostkowego, skierowanego wzdłuż osi obrotu,
{\displaystyle \psi } – kąt obrotu wokół tej osi
oraz
{\displaystyle \theta \,\in \langle 0,\pi \rangle ,\phi \in \langle 0,2\pi \rangle ,} {\displaystyle \psi \,\in \langle 0,2\pi \rangle .}

### Reprezentacja fundamentalna
(1) Macierze {\displaystyle T^{1},T^{2},T^{3}} są generatorami specjalnych macierzy ortogonalnych wymiaru {\displaystyle 3\times 3,} tworzących tzw. reprezentację fundamentalną (definiującej) grupy Liego {\displaystyle SO(3).} Nazwa pochodzi stąd, że relacje komutacyjne pomiędzy generatorami określają daną grupę.
(2) Wybór generatorów nie jest unikalny – można znaleźć inne macierze {\displaystyle 3\times 3,} które spełniają te same warunki komutacji.

### Inne reprezentacje grupy SO(3)
Oprócz reprezentacji fundamentalnej istnieją inne reprezentacje grupy: generatory tych reprezentacji spełniają te same warunki komutacji, jak generatory reprezentacji fundamentalnej, ale są macierzami wymiaru {\displaystyle 1,2,4,5,6} itd.

### Reprezentacja nakrywająca SU(2) grupy SO(3)
Istnieje też tzw. reprezentacja nakrywająca grupy {\displaystyle SO(3),} której generatorami są macierze Pauliego mnożone przez {\displaystyle 1/2,} tj.
{\displaystyle \tau ^{1}={\frac {1}{2}}\sigma ^{1}=\left[{\begin{matrix}0&&1\\1&&0\end{matrix}}\right],} {\displaystyle \tau ^{2}={\frac {1}{2}}\sigma ^{2}=\left[{\begin{matrix}0&&\!\!\!-i\\i&&0\end{matrix}}\right],} {\displaystyle \tau ^{3}={\frac {1}{2}}\sigma ^{3}=\left[{\begin{matrix}1&&0\\0&&\!\!\!-1\end{matrix}}\right]}
Generatory te spełniają dokładnie takie same warunki komutacyjne, jak generatory {\displaystyle T^{1},T^{2},T^{3}} grupy SO(3), tj.
{\displaystyle [\tau ^{a},\tau ^{b}]=i\sum _{c}\,\epsilon _{abc}\,\tau ^{c}.}
Generatory te generują poprzez eksponentę grupę specjalnych macierzy unitarnych {\displaystyle SU(2)} wymiaru {\displaystyle 2\times 2,} zależną od 3 parametrów rzeczywistych {\displaystyle z_{1},z_{2},z_{3},} tj.
{\displaystyle U(z_{1},z_{2},z_{3})=\exp \left[{i\sum _{a=1}^{3}\tau ^{a}\,z_{a}}\right],}
przy czym każdej macierzy ortogonalnej grupy {\displaystyle SO(3)} odpowiadają jednoznacznie dwie macierze unitarne grupy {\displaystyle SU(2)} – stąd nazwa „reprezentacja nakrywająca”.

## Algebra Liego grupy SO(n)
Generatory grupy {\displaystyle SO(n)} rozpinają algebrę Liego {\displaystyle so(n)} z nawiasem Liego zadanym przez komutator
{\displaystyle [A,B]=AB-BA.}

## Grupy obrotu a operatory mechaniki kwantowej
(1) Bardzo podobne reguły komutacyjne jak generatory grupy obrotu {\displaystyle SO(3)} spełnia operator momentu pędu mechaniki kwantowej (z dokładnością do stałej Plancka {\displaystyle \hbar })
{\displaystyle {\hat {L}}=[L_{x},L_{y},L_{z}],}
tj.
{\displaystyle [L_{x},L_{y}]=i\hbar \,L_{z}\neq 0} itd.
Składowym tego operatora nie da się przypisać macierzy – reprezentują je operatory różniczkowe, tworząc nieskończenie wiele wymiarową reprezentację algebry {\displaystyle so(3);} funkcjami własnymi tych operatorów są funkcje całkowalne z kwadratem {\displaystyle L^{2},} tworzące przestrzeń wektorową.
Pomiary pokazały, że nie da się jednocześnie zmierzyć wszystkich 3 składowych momentu pędu (zasada nieoznaczoności pomiaru momentu pędu układu kwantowego) – faktowi temu odpowiada w opisie mechaniki kwantowej fakt teoretyczny: komutator dwóch dowolnych składowych tego operatora jest niezerowy.
(2) Identyczne reguły komutacyjne spełnia też operator spinu. Dlatego także nie jest możliwy jednoczesny pomiaru wszystkich składowych spinu.